# Burg Riom
Die Burg Riom (rätoromanisch Casti da Riomⓘ, lateinisch Raetia Amplaⓘ) steht auf einem länglichen Geländesporn unterhalb des Dorfes Riom in der Gemeinde Surses im Oberhalbstein im Kanton Graubünden in der Schweiz. Riom ist eine der wichtigsten Burganlagen Graubündens und steht unter dem Schutz des Kantons und der Schweizerischen Eidgenossenschaft.

## Anlage

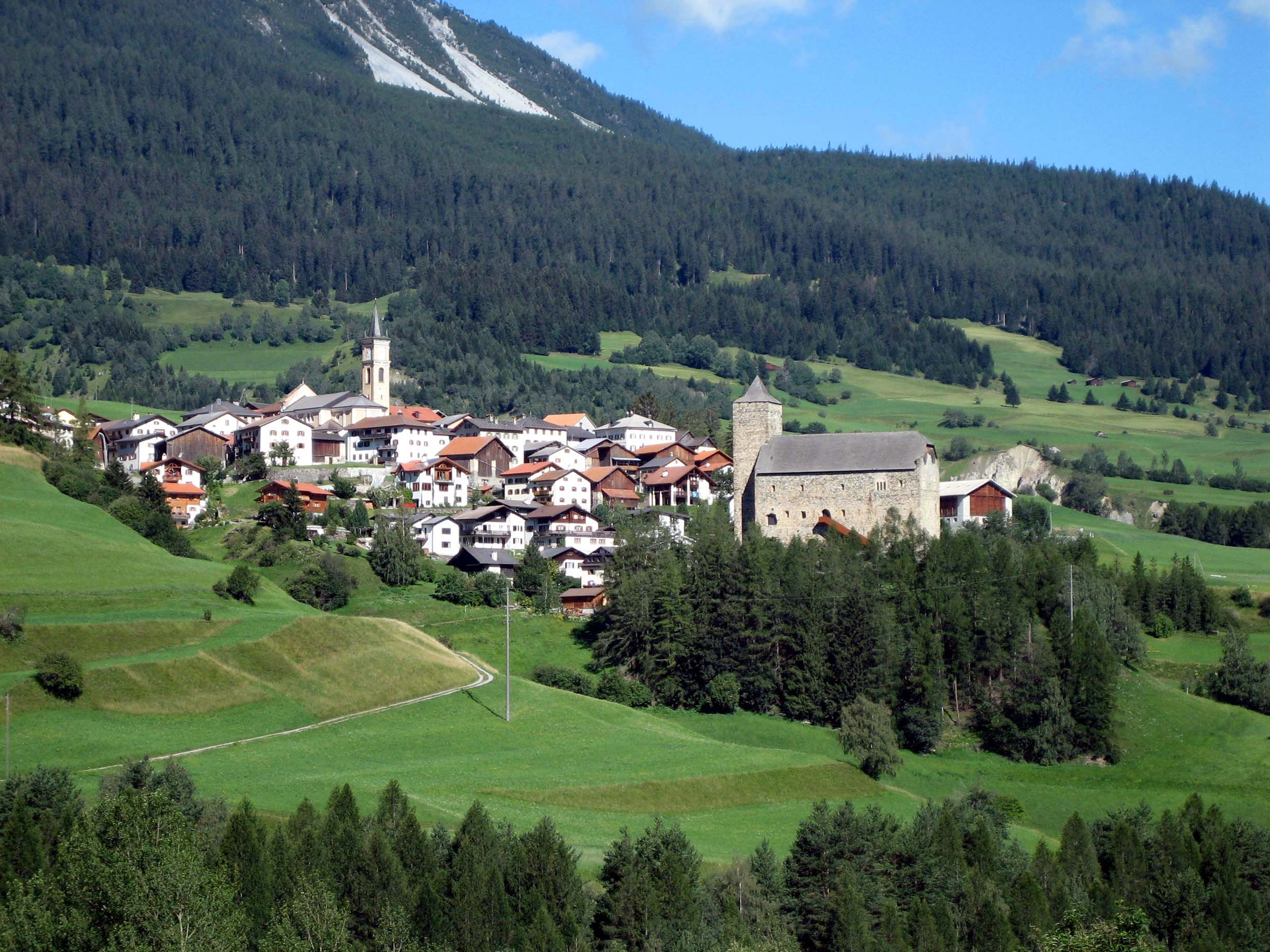
Dorf Riom mit Burg

Der Haupttrakt besteht aus einem schlanken Turm und einem massiven Palas. Der Turm weist einen quadratischen Grundriss von 7 Metern Seitenlänge auf, der Palas misst 12 auf 34 Meter.
Der 28 Meter hohe Turm ist bis zum dritten Geschoss mit dem Palas verbunden und wird durch schmale Schartenfenster belichtet. Rund einen Meter unterhalb der Mauerkrone finden sich Reste eines Plattengesimses. Das Innere ist nicht bewohnbar; vermutlich diente der Turm nur zu Repräsentationszwecken.
Der Palas der Burg Riom ist der grösste Profanbau des Spätmittelalters in Graubünden. Er wurde zweistöckig gebaut und wenig später um ein Geschoss aufgestockt. Ursprünglich war er von einem Zinnenkranz gekrönt, das ein flaches Giebeldach überragte. Das heutige Dach ist neueren Datums, aber einer frühneuzeitlichen Konstruktion nachgebaut. Vor dem alten Hocheingang im zweiten Geschoss lag ein vier Meter langer Balkon, der über eine Aussentreppe zugänglich war. Im Innern sind Reste zweier Kaminanlagen, eines Backofens sowie zwei Aborterker erhalten.
Im Süden liegen Reste eines Berings. Die Mauer ist im Norden, wo auch die Toranlage zu vermuten ist, abgerutscht. Auf der Innenseite waren zum Teil mehrgeschossige Gebäude angelehnt.

## Geschichte
In der Mitte des 9. Jahrhunderts stand in Riom ein Königshof, den Kaiser Arnulf von Kärnten einem gewissen Ruotpert schenkte, der ihn 904 tauschweise dem Kloster Lorsch weitergab. Wie der Hof an die Herren von Wangen-Burgeis aus dem Vinschgau kam, ist nicht bekannt. Ihnen wird um 1240 auf dem ehemaligen Königshof der Bau der Burg Riom zugeschrieben. Diese selbstständige Herrschaft wollte das Bistum Chur nicht hinnehmen, hätte sie den Bischof doch von der Route über den Julierpass und seinen Besitztümern im Engadin abgeschnitten. 1258 verkaufte Berall von Wangen-Burgeis wohl auf Druck die Burg, seinen Besitz im Oberhalbstein und in Chur für 300 Mark seinem Cousin, dem Bischof von Chur. Dafür nahm dieser vermutlich von den Vazern Geld auf und setzte die Burg Riom als Pfand; erst 1275 wurde die Pfandschaft aufgelöst.
Seit 1258 war die Burg nun im Besitz des Bistums Chur und war fortan Sitz der Landvögte, die im Oberhalbstein die hohe Gerichtsbarkeit ausübten. Seit dem Beginn des 14. Jahrhunderts waren die Herren von Marmels Inhaber der Vogtei, die die Burg dafür dem Bischof offen halten mussten. 1410 wird Riom im Buoch der Vestinen aufgeführt.

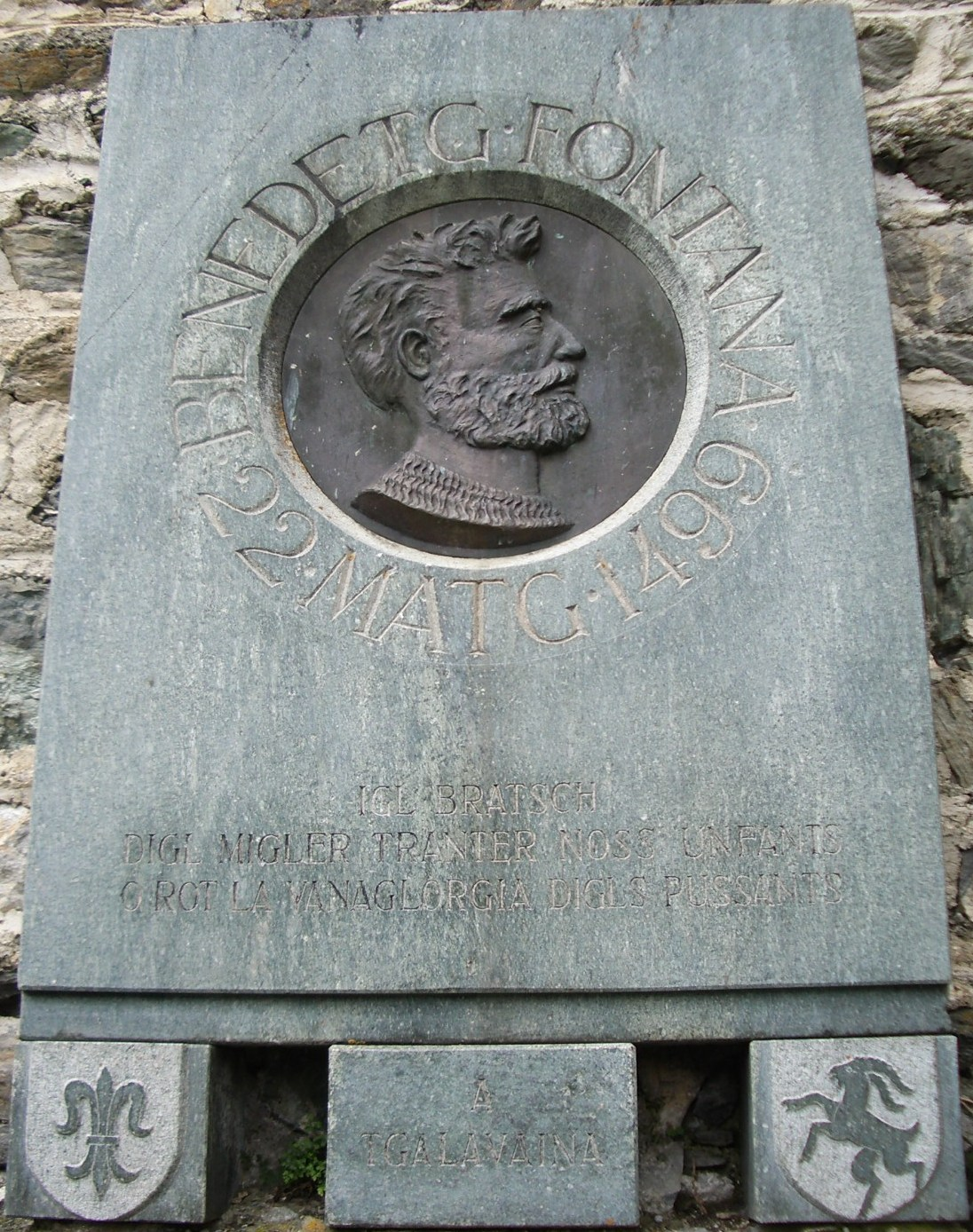
Erinnerungstafel an Benedikt Fontana

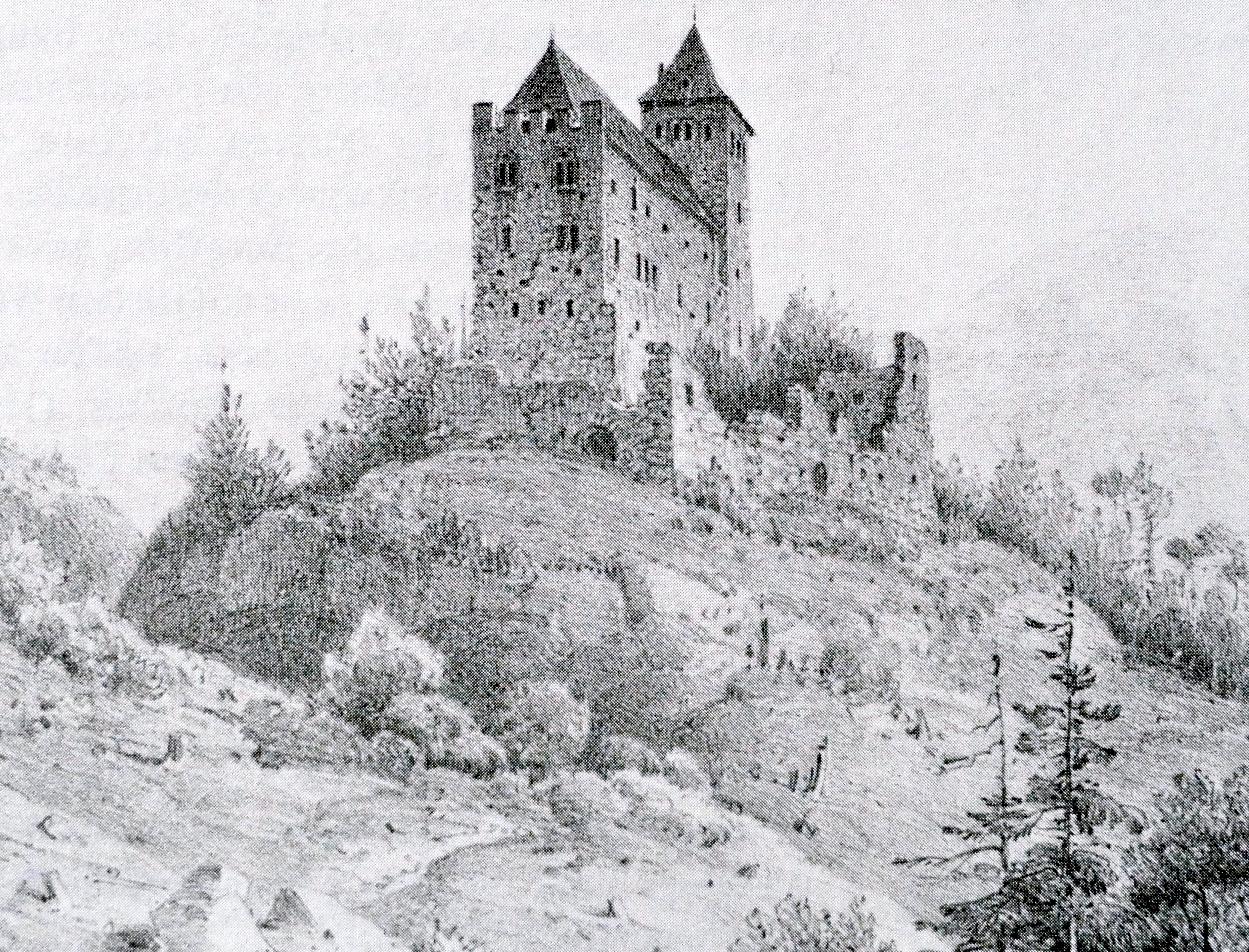
Ansicht von Norden, um 1800

Im 14. und 15. Jahrhundert war die Burg wiederholt verpfändet. 1473 erhielt Rigett von Fontana die Burg vom Bischof als Lehen, nachdem er dem damaligen Pfandinhaber Hans von Sal die Ablösesumme bezahlt hatte. 1492 verlieh Bischof Heinrich die Burg an Benedikt Fontana, den Anführer der Bündner Truppen in der Schlacht an der Calven.
1552 kaufte sich das Tal von den bischöflichen Herrschaftsrechten los. Bis ins 18. Jahrhundert tagte in der Burg noch die Landsgemeinde, sonst war sie nach dem 16. Jahrhundert unbewohnt.
1867 wurde das Dach abgetragen, um mit den Balken das niedergebrannte Dorf Riom wieder aufzubauen, ein Jahr später wurden die Stockwerkeinbauten entfernt. Gemäss Anton von Castelmur dienten die Urkunden aus dem Archiv des Turms den Frauen als Futter für ihre Hauben oder wurden von Kindern zum Spielen verwendet. Danach setzte ein rascher Zerfall ein. Bis ins 19. Jahrhundert wurde die Burg noch gelegentlich als Gefängnis verwendet.

### Neuzeit

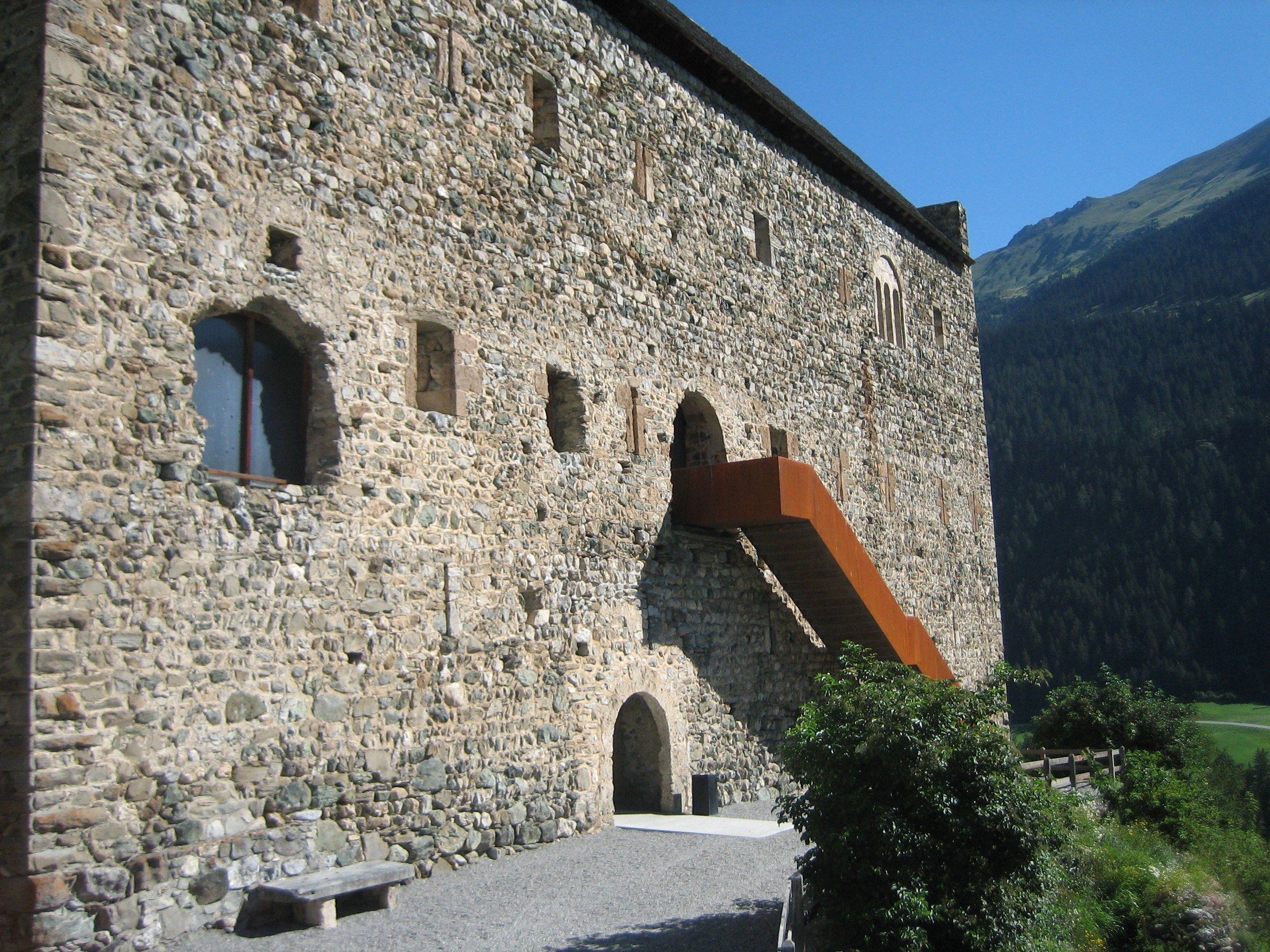
Südseite

1936 unternahm der Schweizerische Burgenverein unter Eugen Probst erste Konservierungsmassnahmen. 1973 wurde das Dach neu gedeckt.
2006 wurde die Burg Riom vom Churer Architekten Marcel Liesch für 1,3 Mio. Franken zu einem Theater mit 220 Plätzen umgebaut. Alle Bauten wurden reversibel ausgeführt und beeinträchtigen die historische Substanz kaum. Sämtliche Eingriffe wurden durch die Denkmalpflege und den Archäologischen Dienst des Kantons Graubünden begleitet.
Seit 2006 findet auf der Burg Riom alljährlich das Origen Festival Cultural statt, einer der grössten Kulturanlässe im rätoromanischen Gebiet des Kantons.
In den Burgmauern nisten Graudohlen in einer der grössten Kolonien der Schweiz.